# Sauroglossum andinum
Sauroglossum andinum är en orkidéart som först beskrevs av Lucien Leon Hauman, och fick sitt nu gällande namn av Leslie Andrew Garay. Sauroglossum andinum ingår i släktet Sauroglossum och familjen orkidéer. Inga underarter finns listade i Catalogue of Life.